# Giovanni Merlini
Giovanni Merlini (Spoleto, 28 de agosto de 1795–Roma, 12 de enero de 1873) fue un sacerdote y misionero católico italiano, de la sociedad de vida apostólica de los Misioneros de la Preciosísima Sangre y tercer moderador general de la misma. Es considerado beato en la Iglesia católica.

## Biografía

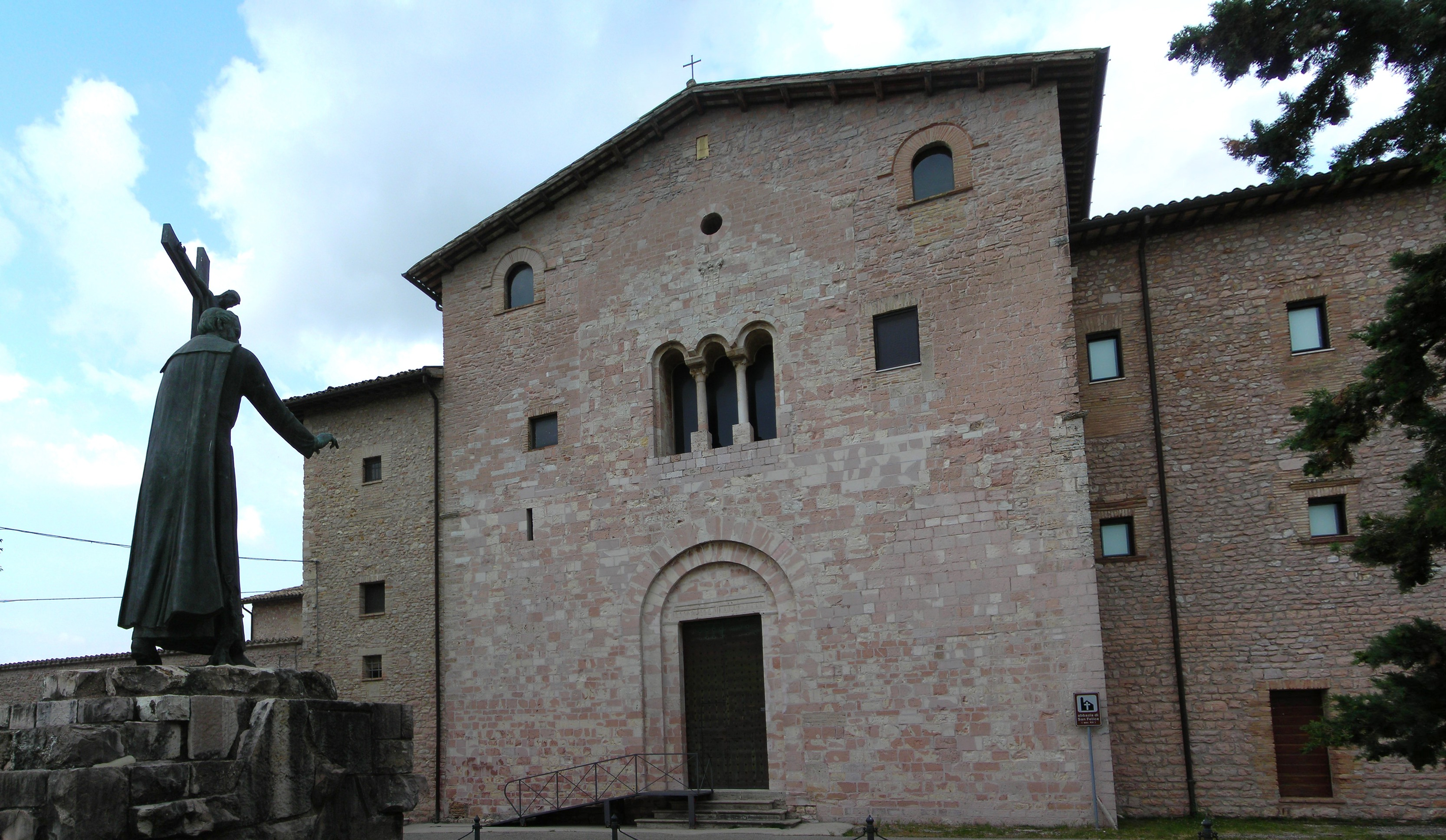
Abadía de San Felice en Giano dell'Umbria (Italia). Mientras realizaba sus ejercicios espirituales en este lugar, Giovanni Merlini conoció a Gaspar del Búfalo, quien le motivó a ingresar a la Congregación de la Preciosísima Sangre.

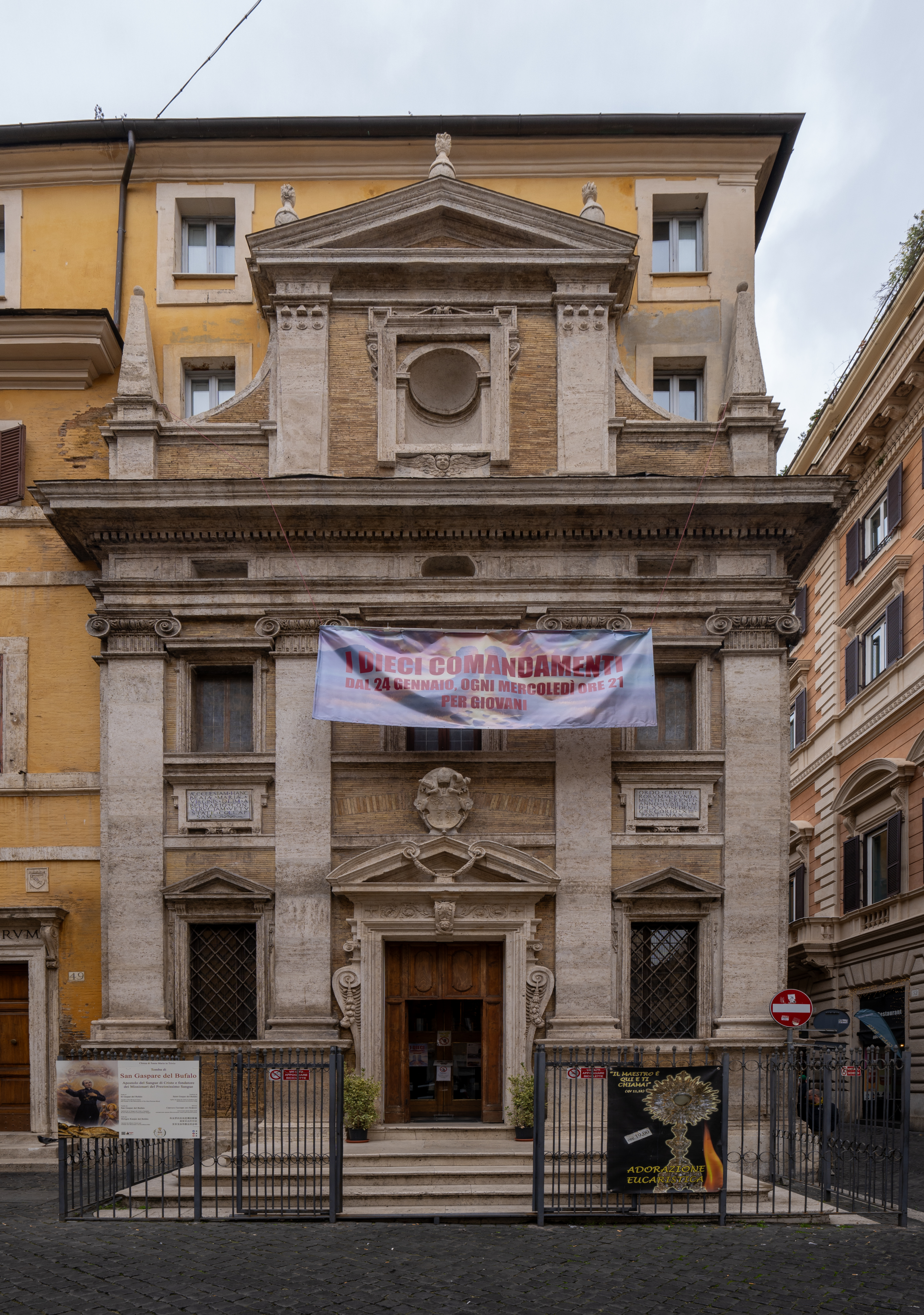
Al interno de la iglesia de Santa María in Trivio, en Roma, se encuentra la tumba de Giovanni Merlini.

Giovanni Merlini nació en Spoleto, el 28 de agosto de 1795, en el seno de una familia anticlerical. Con el rechazo de sus padres ingresó al seminario y fue ordenado sacerdote el 19 de diciembre de 1818. En 1820, mientras estaba haciendo sus ejercicios espirituales en la abadía de San Felice (Giano dell'Umbria-Italia), conoció a Gaspar del Búfalo, fundador de la sociedad de vida apostólica de los Misioneros de la Preciosísima Sangre, y decidió ingresar a dicha compañía.
Merlini, como sacerdote y misionero de la Preciosísima Sangre, se caracterizó por ser consejero de muchos jóvenes, entre ellos se cuenta a María de Mattias, quien le tomó por director espiritual desde 1947. Esta joven, con la guía de Merlini fundó la Congregación de las Adoratrices de la Sangre de Cristo. Fue también superior de algunas misiones y formador de jóvenes misioneros, además de arquitecto y fundador de varias comunidades de su sociedad. También se ejercitó en las artes, siendo él el autor de varios crucifijos destinados a las misiones. Algunos de los cuales se conservan en las casas de los misioneros fundadas por él. Siguiendo el carisma de la sociedad, destacó como predicador en las misiones populares en diversas ciudades y pueblos de Italia.
En el capítulo general de la congregación, celebrado en 1848, Giovanni Merlini fue elegido como el tercer moderador general de los Misioneros de la Preciosísima Sangre. Este cargo lo ocupó por veinticinco años y en él se ganó el aprecio de sus súbditos y de varios miembros de la jerarquía. Gracias a esta fama fue consejero de obispos y de papas, entre estos Pío IX. De este pontífice, Merlini consiguió que la fiesta de la Preciosísima Sangre fuera extendida a toda la Iglesia, celebrándose hasta su fusión con la solemnidad del Corpus Christi, luego del concilio Vaticano II.
Después de un accidente cerca de la iglesia Santa Maria in Trivio (Roma), curia general de la congregación, Merlini murió el 12 de mayo de 1873. Fue sepultado, junto al fundador, en dicha iglesia.

## Culto
Los miembros de la Congregación de la Preciosísima Sangre y el pueblo romano han tenido en gran estima a Giovanni Merlini, razón por la cual, inmediatamente después de su muerte, han recogido las informaciones necesarias para introducir la causa de su beatificación. El proceso fue incoado en la diócesis de Roma el 26 de enero de 1927.
Merlini fue declarado venerable, mediante decreto de virtudes heroicas, del 10 de mayo de 1973, por el papa Pablo VI.
El 23 de mayo de 2024, el papa Francisco aprobó un milagro atribuido a la intercesión de Merlini.El 12 de enero de 2025 fue beatificado en la Basílica de San Juan de Letrán en una ceremonia presidida por el cardenal Marcello Semeraro.